# Union internationale des associations d'alpinisme
 (décembre 2023).
Si vous disposez d'ouvrages ou d'articles de référence ou si vous connaissez des sites web de qualité traitant du thème abordé ici, merci de compléter l'article en donnant les références utiles à sa vérifiabilité et en les liant à la section « Notes et références ».
L'Union internationale des associations d'alpinisme (UIAA) représente plusieurs millions d'alpinistes et de grimpeurs, de par le monde, sur des questions d'ordre international. Fondée en 1932 à Chamonix (France) et basée à Berne (Suisse), elle rassemble plus de 88 associations, de 76 pays, toutes d'importance nationale. Elle est reconnue par le Comité international olympique (CIO) comme la fédération internationale représentant l'alpinisme et l'escalade.

## Présidence

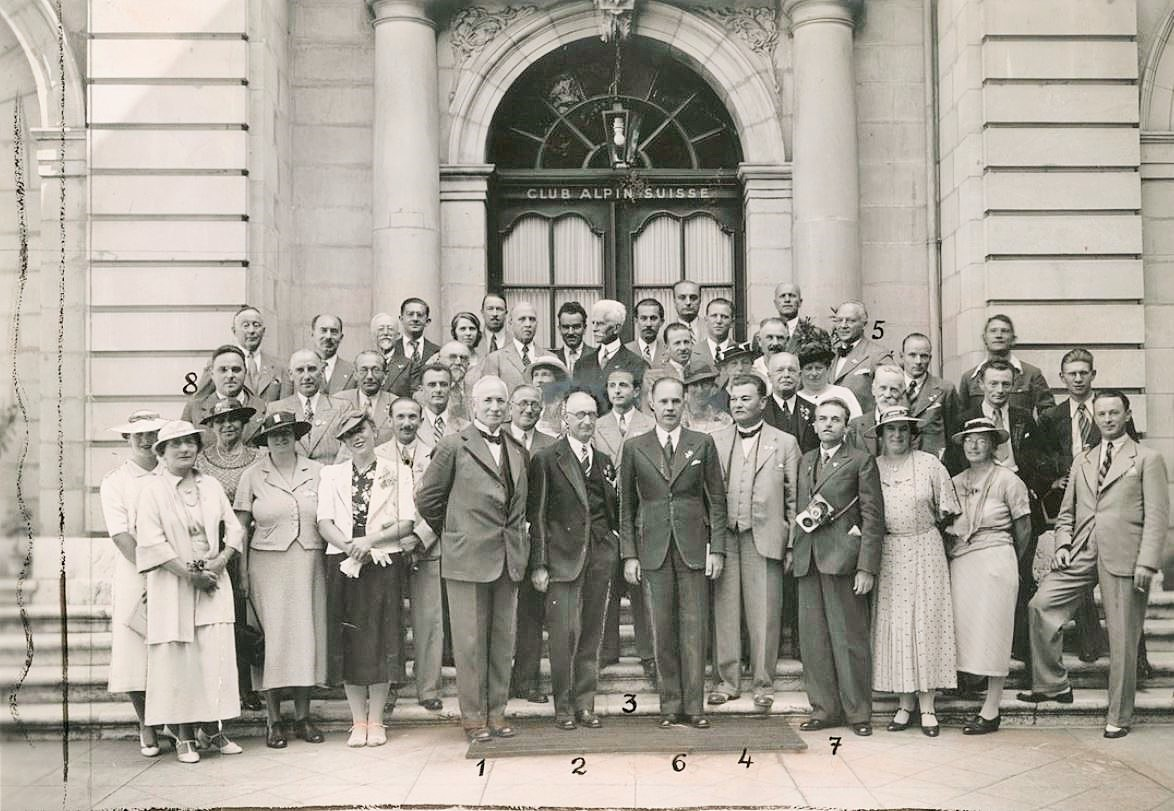
Assemblée générale de l'UIAA à Genève en 1936 : 1. Kalbermatten (CAS), 2. D’Arcis (UIAA), 3. Dosio (CAI), 4. Siogren (Suède), 5. Lory (CAF), 6-8 Goetel, Klemensiewicz, Szatkowski (Pologne).

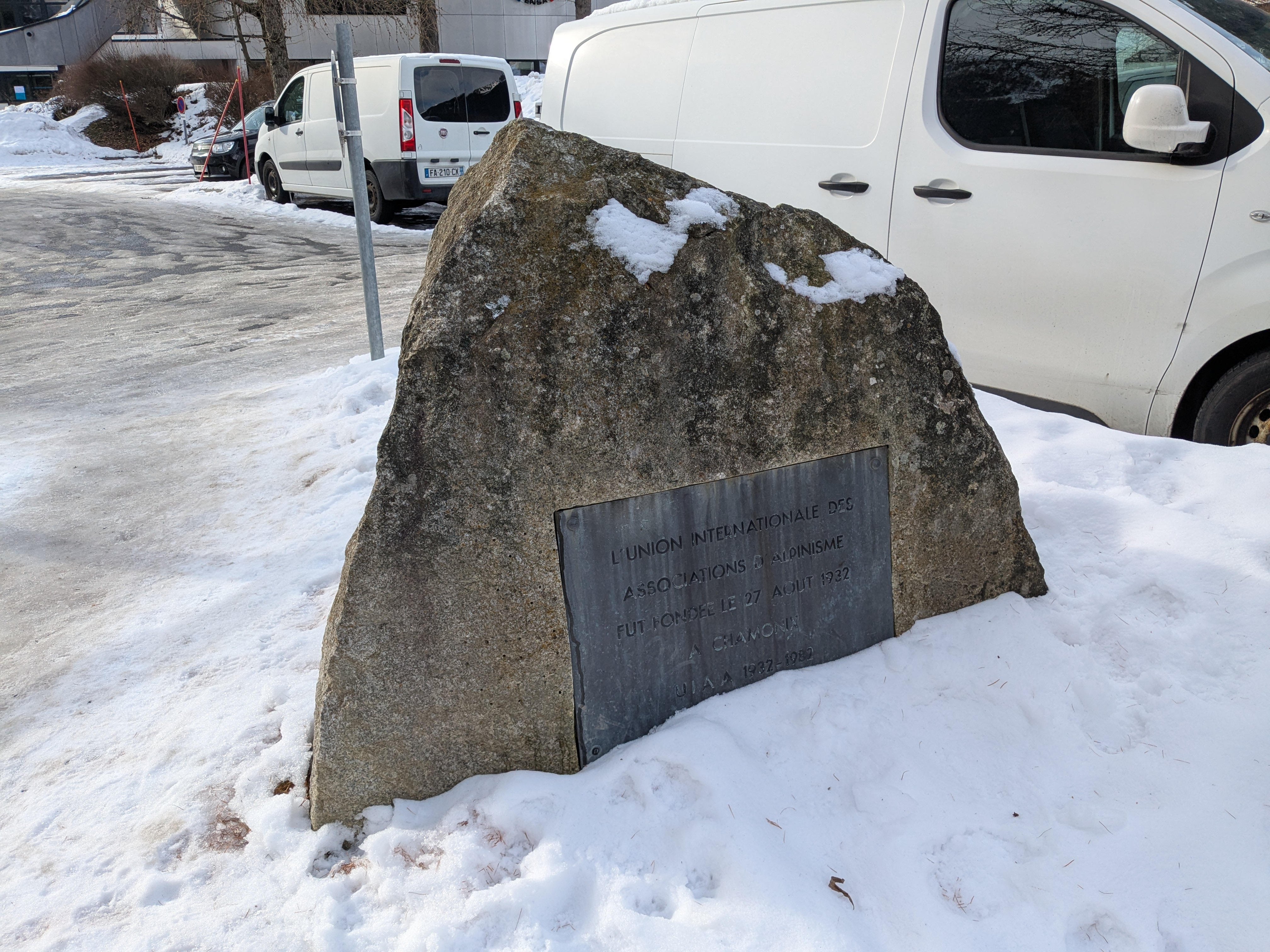
Plaque commémorative de la création de l'organisation en 1932.

Liste chronologique de tous les présidents depuis la fondation :
| Durée            | Nationalité | Président              |
| ---------------- | ----------- | ---------------------- |
| 1932–1964        | Suisse      | Charles Egmond d’Arcis |
| 1964–1968        | Suisse      | Edouard Wyss-Dunant    |
| 1968–1972        | Suisse      | Albert Eggler          |
| 1972–1976        | Suisse      | Jean Juge              |
| 1976–1984        | Suisse      | Pierre Bossus          |
| 1984–1990        | Suisse      | Carlo Sganzini         |
| 1990–1995        | Suisse      | Pietro Segantini       |
| 1995–2004        | Royaume-Uni | Ian McNaught-Davis     |
| 2004–2005        | Royaume-Uni | Alan Blackshaw         |
| 2005–2011        | Canada      | Mike Mortimer          |
| 2012–2020        | Pays-Bas    | Frits Vrijlandt        |
| 2020–aujourd'hui | Canada      | Peter Muir             |

## Membres
En 2018, l'UIAA représentent compte plus de 90 organisation membres dans plus de 70 pays :
- Europe : 57 ;
- Asie : 22 ;
- Afrique : 2 ;
- Amérique du Nord : 6 ;
- Amérique du Sud : 3 ;
- Océanie : 1.

| Pays               | Statut                | Fédération nationale                                                            | Date d'affiliation | Nombre de membres |
| ------------------ | --------------------- | ------------------------------------------------------------------------------- | ------------------ | ----------------- |
| Afrique du Sud     | Membre de plein droit | The Mountain Club of South Africa                                               | 1992               | 4871              |
| Maroc              | Membre de plein droit | Fédération royale marocaine de ski et montagnes                                 | 2016               | 2000              |
| Afghanistan        | Membre de plein droit | Afghanistan Climbing & Mountaineering Federation                                | 2016               | 300               |
| Bangladesh         | Membre de plein droit | Bangladesh Mountaineering Federation                                            | 2013               | 29                |
| Hong Kong          | Membre de plein droit | China Hong Kong Mountaineering and Climbing Union                               | 1988               | 5002              |
| Indonésie          | Membre de plein droit | Indonesia Sport Climbing and Mountaineering Federation                          | 2016               |                   |
| Israël             | Membre de plein droit | Israel Climbers' Club (Former Israeli Alpine Club)                              | 2009               | 250               |
| Japon              | Membre de plein droit | Japan Mountaineering & Sport Climbing Association                               | 1967               | 40000             |
| Malaisie           | Membre observateur    | National Adventure Association of Malaysia                                      | 2015               | 60                |
| Népal              | Membre de plein droit | Nepal Mountaineering Association                                                | 1975               | 1332              |
| Sri Lanka          | Membre observateur    | National Mountaineering & Climbing Association Sri Lanka                        | 2015               |                   |
| Chine              | Membre de plein droit | Chinese Mountaineering Association                                              | 1985               | 13500             |
| Inde               | Membre de plein droit | Indian Mountaineering Foundation                                                | 1981               | 4001              |
| Inde               | Membre associé        | Himalayan Mountaineering Institute                                              | 2011               | 144               |
| Inde               | Membre associé        | Nehru Institute of Mountaineering                                               | 2011               | 129               |
| Iran               | Membre de plein droit | I.R. Iran Mountaineering and Sport Climbing Federation                          | 1972               | 20000             |
| Kazakhstan         | Membre de plein droit | Mountaineering & Sport Climbing Federation of the Republic of Kazakhstan        | 2016               | 298               |
| Corée du Sud       | Membre de plein droit | Corean Alpine Club                                                              | 1969               | 920               |
| Corée du Sud       | Membre associé        | Korea Alpine Federation                                                         | 1970               | 1001              |
| Mongolie           | Membre de plein droit | Mongolian National Climbing Federation                                          | 2010               | 200               |
| Pakistan           | Membre de plein droit | Alpine Club of Pakistan                                                         | 1979               | 100               |
| Taïwan             | Membre de plein droit | Chinese Taipei Alpine Association                                               | 1979               | 1998              |
| Taïwan             | Membre associé        | Chinese Taipei Mountaineering Association                                       | 1993               | 320               |
| Albanie            | Membre de plein droit | Albanian Mountaineering Federation                                              | 2016               | 430               |
| Autriche           | Membre de plein droit | Verband Alpiner Vereine Österreichs                                             | 1951               | 701340            |
| Belgique           | Membre de plein droit | Climbing & Mountaineering Belgium (CMBEL-KBF)                                   | 1932               | 15510             |
| Bulgarie           | Membre de plein droit | Bulgarian Climbing and Mountaineering Federation                                | 1935               | 270               |
| Chypre             | Membre de plein droit | Mountaineering and Climbing Federation of Cyprus (KOMOAAP)                      | 2007               | 340               |
| Danemark           | Membre de plein droit | Dansk Bjergklub                                                                 | 1977               | 1634              |
| Danemark           | Membre associé        | Danish Climbing Federation                                                      | 1998               | 7867              |
| France             | Membre de plein droit | Fédération française des clubs alpins et de montagne                            | 1932               | 87127             |
| Géorgie            | Membre de plein droit | Mountaineering and Climbing Association of Georgia                              | 1993               | 165               |
| Grèce              | Membre de plein droit | Hellenic Federation of Mountaineering and Climbing                              | 1936               | 6500              |
| Irlande            | Membre de plein droit | Mountaineering Ireland                                                          | 2004               | 11800             |
| Jordanie           | Membre observateur    | Jordan Tourism                                                                  | 2013               |                   |
| Liechtenstein      | Membre de plein droit | Liechtensteiner Alpenverein                                                     | 1959               | 2848              |
| Luxembourg         | Membre de plein droit | FLERA                                                                           | 1960               | 517               |
| Pays-Bas           | Membre de plein droit | Royal Dutch Mountaineering and Climbing Club                                    | 1932               | 61629             |
| Pologne            | Membre de plein droit | Polish Mountaineering Association                                               | 1932               | 6200              |
| Roumanie           | Membre de plein droit | Clubul Alpin Român                                                              | 1934               | 287               |
| Serbie             | Membre de plein droit | Mountaineering Association of Serbia                                            | 2002               | 1183              |
| Slovénie           | Membre de plein droit | Alpine Association of Slovenia                                                  | 1991               | 57148             |
| Suède              | Membre de plein droit | Svenska Klätterförbundet (SKF)                                                  | 1973               | 11400             |
| Turquie            | Membre de plein droit | Turkiye Dagcilik Federasyonu                                                    | 1967               | 6780              |
| Turquie            | Membre associé        | Zirve Mountaineering Club                                                       | 2011               | 1750              |
| Royaume-Uni        | Membre de plein droit | British Mountaineering Council                                                  | 1932               | 58674             |
| Royaume-Uni        | Membre associé        | The Alpine Club                                                                 | 2003               | 1499              |
| Azerbaïdjan        | Membre de plein droit | Air and Extreme Federation of Azerbaijan                                        | 2011               | 4124              |
| Azerbaïdjan        | Membre associé        | Azerbaijan Mountaineering Federation                                            | 2011               | 202               |
| Bosnie-Herzégovine | Membre de plein droit | Mountaineering Union of Bosnia-Herzegovina                                      | 1997               | 4000              |
| Croatie            | Membre de plein droit | Croatian Mountaineering Association                                             | 1991               | 12231             |
| République tchèque | Membre de plein droit | Czech Mountaineering Federation                                                 | 1932               | 14087             |
| République tchèque | Membre observateur    | Czech Mountain Leader Association                                               | 2010               | 72                |
| Finlande           | Membre de plein droit | Finnish Climbing Association                                                    | 1994               | 3940              |
| Macédoine          | Membre de plein droit | Macedonian Mountain Sport Federation                                            | 1999               | 254               |
| Allemagne          | Membre de plein droit | Deutscher Alpenverein                                                           | 1932               | 1237810           |
| Hongrie            | Membre de plein droit | Hungarian Mountaineering and Sport Climbing Federation (MHSSz)                  | 1932               | 1471              |
| Italie             | Membre de plein droit | Club Alpino Italiano                                                            | 1932               | 316925            |
| Italie             | Membre associé        | Club alpin sud-tyrolien (AVS)                                                   | 1974               | 67788             |
| Kosovo             | Membre de plein droit | Kosovo Mountaineering and Alpinist Federation                                   | 2011               | 1045              |
| Malte              | Membre de plein droit | Lithuanian Mountaineering Association                                           | 2015               | 130               |
| Malte              | Membre de plein droit | Malta Climbing Club                                                             | 2018               | 127               |
| Monaco             | Membre de plein droit | Club alpin monégasque (CAM)                                                     | 1994               | 344               |
| Norvège            | Membre de plein droit | Norwegian Alpine Club                                                           | 1965               | 679               |
| Norvège            | Membre associé        | The Norwegian Climbing Federation                                               | 1993               | 20541             |
| Portugal           | Membre de plein droit | Clube Nacional de Montanhismo                                                   | 1955               | 87                |
| Portugal           | Membre associé        | Federação de Campismo e Montanhismo de Portugal                                 | 1992               | 670               |
| Portugal           | Membre associé        | Federação Portuguesa de Montanhismo e Escalada (FPME)                           | 2004               | 654               |
| Portugal           | Membre observateur    | Clube de Actividades de Ar Livre                                                | 2001               | 561               |
| Russie             | Membre de plein droit | Russian Mountaineering Federation                                               | 2007               | 1826              |
| Slovaquie          | Membre de plein droit | Slovak Mountaineering Union JAMES                                               | 1932               | 4833              |
| Espagne            | Membre de plein droit | Federación Española de Deportes de Montaña y Escalada (FEDME)                   | 1932               | 112509            |
| Espagne            | Membre associé        | Centre Excursionista de Catalunya                                               | 1932               | 4850              |
| Espagne            | Membre associé        | Basque Mountaineering Federation                                                | 2002               | 33635             |
| Espagne            | Membre associé        | Federació d'Entitats Excursionistes de Catalunya (FEEC)                         | 2000               | 41094             |
| Suisse             | Membre de plein droit | Schweizer Alpen-Club SAC                                                        | 1932               | 150557            |
| Suisse             | Membre associé        | Vereinigung der Akademischen Alpen-Clubs der Schweiz                            | 1985               | 447               |
| Suisse             | Membre observateur    | International Federation of Mountain Guides Associations (IFMGA / UIAGM / IVBV) | 1987               | 6000              |
| Ukraine            | Membre de plein droit | Ukrainian Mountaineering and Climbing Federation                                | 1991               | 621               |
| Canada             | Membre de plein droit | The Alpine Club of Canada                                                       | 1947               | 14366             |
| Canada             | Membre associé        | École nationale d’escalade du Québec                                            | 104                |                   |
| Canada             | Membre associé        | Fédération québécoise de la montagne et de l'escalade (FQME)                    | 1975               | 2745              |
| États-Unis         | Membre de plein droit | The American Alpine Club                                                        | 1932               | 20000             |
| États-Unis         | Membre associé        | Alaskan Alpine Club                                                             | 1985               | 69                |
| Guatemala          | Membre de plein droit | Federación Nacional de Andinismo de Guatemala                                   | 2013               | 325               |
| Nouvelle-Zélande   | Membre de plein droit | New Zealand Alpine Club Inc.                                                    | 1932               | 4010              |
| Argentine          | Membre de plein droit | Federaciòn Argentina de Ski y Andinismo (FASA)                                  | 1951               | 315               |
| Chili              | Membre de plein droit | Federación de Andinismo de Chile                                                | 1955               | 490               |
| Brésil             | Membre de plein droit | Confederação Brasileira de Montanhismo e Escalada (CBME)                        | 2005               | 1816              |